# Nick Lucas
Dominic Nicholas Anthony Lucanese (22 de agosto de 1897 – 28 de julho de 1982), conhecido profissionalmente como Nick Lucas, foi um guitarrista e cantor de jazz estadunidense. Era conhecido como um grande cantor em sua época e seu maior sucesso foi "Tiptoe Through the Tulips", que ele apresentou no musical Gold Diggers of Broadway em 1929. Destacou-se como guitarrista e usava uma guitarra exclusiva da Gibson, a "Nick Lucas Special", que virou referência para outros músicos. Ele teve uma longa carreira e gravou em diversos selos, como Pathé, Brunswick, Durium, Cavalier e Accent [en]. Em 1974, algumas de suas canções clássicas fizeram parte da trilha sonora do filme O Grande Gatsby.
Tiny Tim, que se inspirava em Lucas e que fez de "Tiptoe Through the Tulips" sua marca registrada, desenvolveu uma amizade com o músico.

## Discografia
- Painting the Clouds with Sunshine (Decca, 1957)[1]
- Tip-Toe Thru' The Tulips (ASV Living Era, 2000)